# Hàbitat espacial

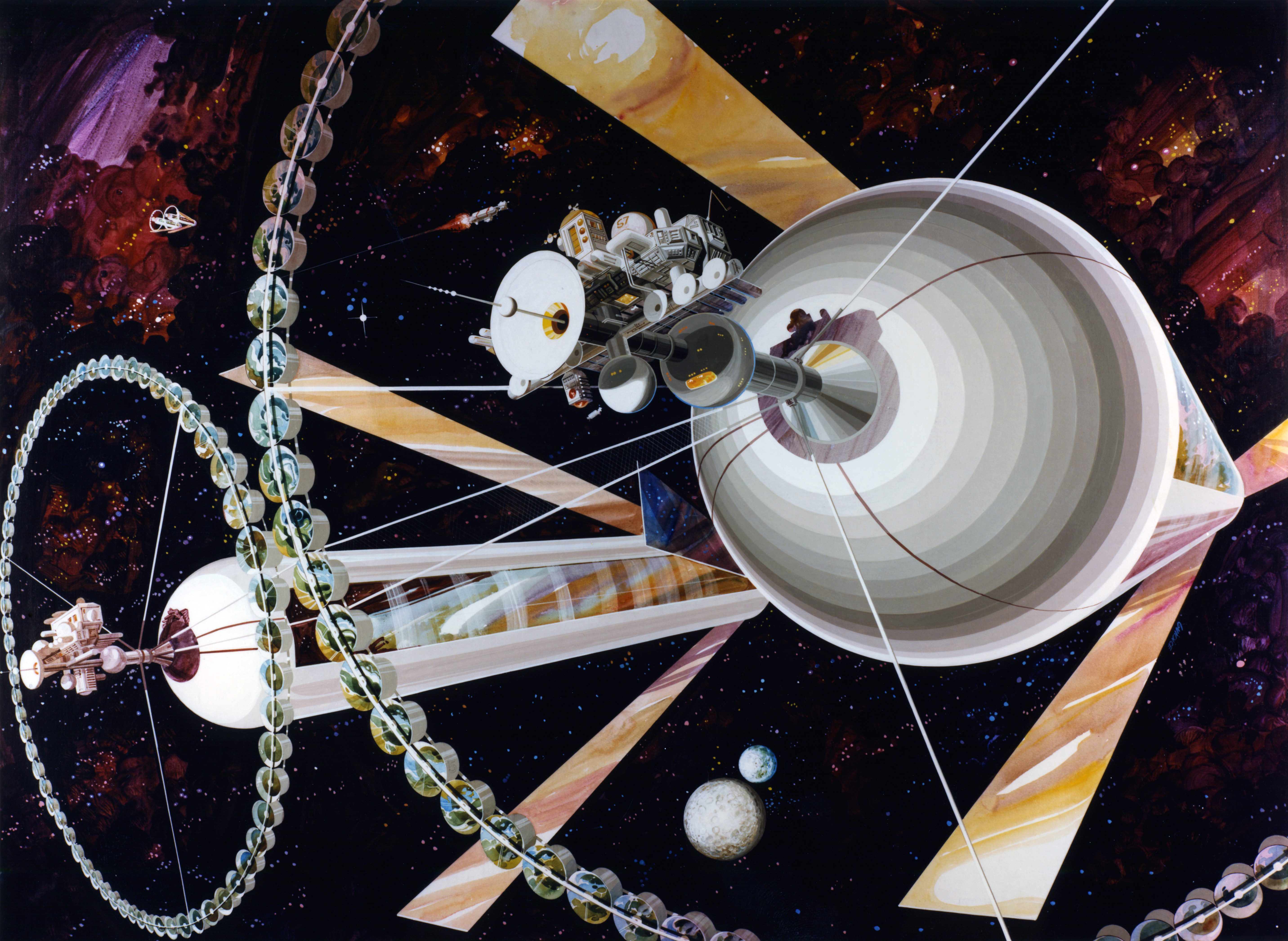
Un parell de cilindres O'Neill.

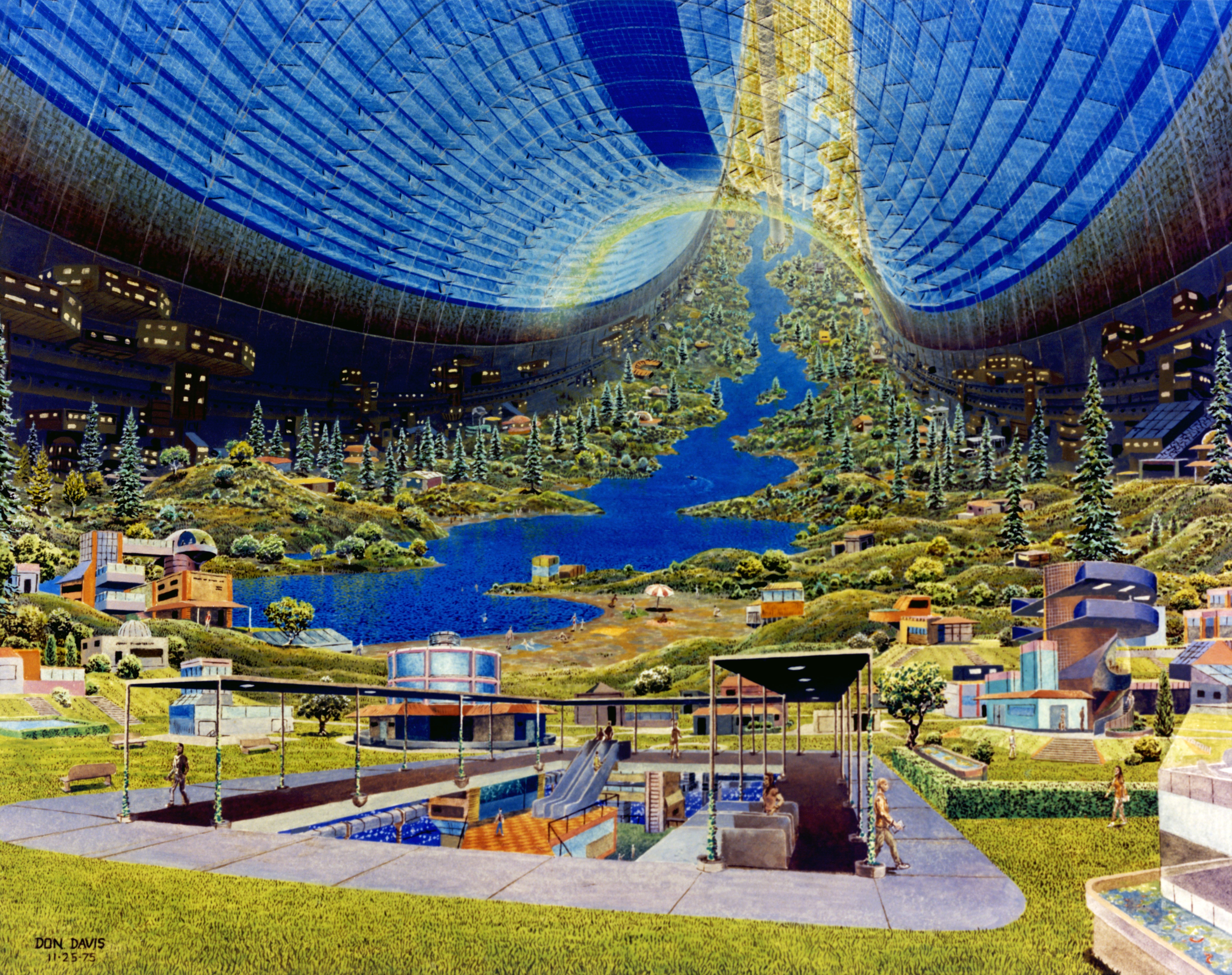
Interior d'una estació toroïdal.

Un hàbitat espacial (també anomenat una colònia orbital, colònia espacial, ciutat o assentament) és una estació espacial construïda com un assentament permanent en comptes de només una estació de trànsit o una altra instal·lació especialitzada. Cap hàbitat espacial ha estat construït encara, però molts dissenys han estat proposats amb un diversificat grau de realisme tant per enginyers com per autors de ciència-ficció.

## Història

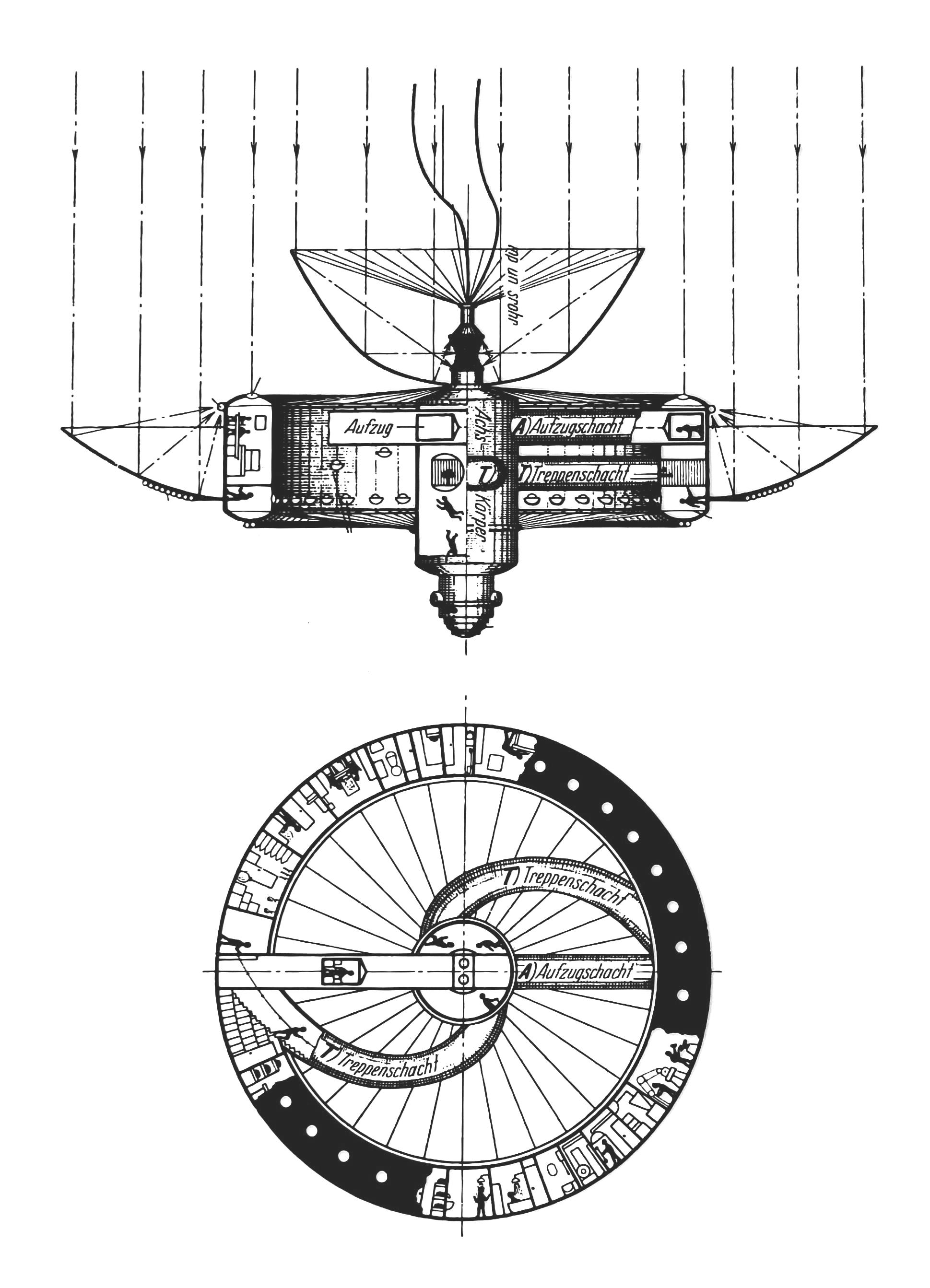
Descripció d'una estació espacial de roda giratòria en The Problem of Space Travel (en català: El Problema del Viatge Espacial) de Hermann Noordung de 1929.

Aproximadament en el 1970, prop del final del Programa Apollo, Gerard K. O'Neill, un físic experimental, estava buscant un tema que temptés als seus estudiants físics, la major part dels quals eren alumnes de primer any d'enginyeria. Se li va ocórrer la creativa idea d'assignar-los la realització dels càlculs de factibilitat per a grans hàbitats espacials. Per a la seva sorpresa, els hàbitats semblaven ser factibles fins i tot pels de molt gran grandària: cilindres de 8 km de diàmetre i 34 km de llarg, fins i tot si eren construïts amb materials ordinaris com l'acer i vidre. També, els estudiants van resoldre problemes com la protecció contra la radiació dels raigs còsmics, l'obtenció d'angles cap al Sol realistes, provisió d'energia, agricultura lliure de plagues realista i control d'actitud orbital sense motors de reacció. O'Neill va publicar un article sobre aquestes propostes de colònies en Physics Today en 1974. En la il·lustració anterior es pot veure una d'aquestes colònies, una clàssica Colònia O'Neill. L'article va ser expandit en el seu llibre de 1976 titulat La Frontera Superior: Colònies Humanes a l'Espai.
El resultat va motivar a la NASA a afavorir un parell de tallers d'estiu liderats pel Dr. O'Neill. Diversos dissenys van ser estudiats, alguns en profunditat, amb capacitats d'entre 1.000 a 100.000 persones.
En un temps, la colonització era definitivament vista com una finalitat. La proposta bàsica d'O'Neill tenia un exemple d'un esquema de pagament: la construcció de satèl·lits per a l'energia solar a partir de materials extrets des de la Lluna. La intenció d'O'Neill no era construir satèl·lits per a l'energia solar, sinó més aviat lliurar una prova que la fabricació orbital a partir de materials lunars podria generar beneficis. Ell, i altres participants, presumien que una vegada aquestes instal·lacions de fabricació estiguessin funcionant, molts altres usos rendibles podrien tenir-hi lloc, i la colònia seria autosustentable i també podria començar a construir altres colònies.
Les propostes i estudis van generar un notable interès públic. Un efecte d'aquesta expansió va ser la fundació de la Societat L5 als Estats Units, un grup d'entusiastes que desitja construir i viure en aquestes colònies. El grup va ser nomenat per l'òrbita que es creia era les més rendible per a una colònia espacial, una òrbita en forma de ronyó al voltant ja sigui dels punts de Lagrange 5 o 4 de la Terra.

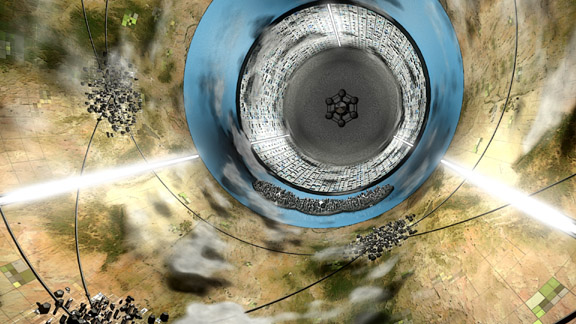
Vista interior de Rama, un hàbitat cilíndric mòbil en la sèrie Encontre amb Rama d'Arthur C. Clarke.

En aquest temps, el Dr. O'Neill va fundar el Space Studies Institute, que inicialment va finançar i va construir prototips dels equips radicalment nous que seran necessaris per dur a terme un esforç de colonització espacial, així com una quantitat d'articles sobre estudis de factibilitat. Un dels primers projectes, per exemple, va ser una sèrie de prototips funcionals d'una catapulta electromagnètica, la tecnologia essencial a ser usada per moure econòmicament mena des de la Lluna a les òrbites de la colònies espacials.
Els hàbitats espacials han inspirat una gran quantitat de societats fictícies en la ciència-ficció. Algunes de les més populars i reconeixibles és l'univers Gundam japonès i l'estació espacial de Babylon 5.

## Motivació
Les motivacions per a la construcció de colònies espacials són variades de les quals s'inclouen: supervivència, seguretat, energia, extracció de matèries primeres i monetàries.
Els hàbitats espacials són immunes a la major part dels desastres naturals que pateix la Terra, com per exemple, terratrèmols, activitat volcànica, huracans, inundacions i tornados. Un hàbitat espacial pot ser el compartiment de passatgers d'una gran nau espacial amb destinació a colonitzar asteroides, llunes, estels distants o altres planetes (vegeu també: Espai i supervivència). Dispersar la nostra població en múltiples hàbitats espacials autosuficients a través del sistema solar incrementarà les nostres possibilitats de supervivència com a espècie en cas que tingui lloc algun desastre global a la Terra.
L'espai està literalment ple amb llum produïda pel Sol. En l'òrbita de la Terra, aquesta aconsegueix 1400 watts d'energia per metre quadrat. Aquesta pot ser usada per produir electricitat utilitzant cèl·lules fotovoltaiques o motors de calor instal·lats en estacions generadores d'energia, i proporcionant llum perquè les plantes creixin i per calefaccionar les colònies espacials, o per escalfar planetes més freds com (Mart).
La major part dels asteroides són una barreja dels materials esmentats anteriorment, virtualment tots els elements estables de la taula periòdica poden ser trobats en els asteroides i cometes i més important, a causa que aquests cossos no tenen pous de gravetat substancials, és molt fàcil treure els materials obtinguts d'ells i transportar-los al lloc de construcció.
S'estima que existeix suficient material en el cinturó principal d'asteroides per construir hàbitats espacials igual a la superfície habitable de 3.000 planetes Terra.

## Generació d'energia
Les colònies tindrien un constant accés a l'energia solar fins a molt grans distàncies del Sol. La falta de pes permet la construcció de grans estructures frèvoles com a miralls per concentrar la llum del sol.

## Recursos
Els hàbitats espacials poden ser proveïts amb recursos des de llocs extraterrestres com a exemple Mart, els asteroides o la Lluna (utilització de recursos in situ (de l'anglès: In-Situ Resource Utilization, ISRU); vegeu també explotació minera d'asteroides). Un podria produir oxigen per a la respiració, aigua potable, i combustible per a coets amb l'ajuda de l'ISRU. Fins i tot, és possible construir panells solars a partir de materials lunars.

## Població
Els hàbitats poden ser construïts per tenir una immensa capacitat de població. Usant els recursos que suren lliures en el sistema solar, els actuals nounats s'estendrien en trilions.

## Comerç
El comerç entre la Terra i els hàbitats espacials seria més fàcil que un comerç entre la Terra i una colònia planetària, ja que les colònies orbitant a la Terra no han de superar un pou de gravetat per exportar cap a aquesta, i un pou de gravetat més petit per superar per importar des de la Terra.

## Desemborsament de capital inicial
Fins i tot el més petit dels dissenys per a hàbitats esmentats és més massiu que la massa total de tot el llançat per la Humanitat cap a l'òrbita terrestre. Els prerrequisits per construir hàbitats són costos de llançament més barats o una base de mineria i fabricació en la Lluna o un altre cos que tingui un baix delta-v des de la ubicació desitjada per a l'hàbitat.

## Sistemes de suport vital interns
La pressió de l'aire, amb pressions parcials d'oxigen normals, diòxid de carboni i nitrogen, és un requeriment bàsic de qualsevol hàbitat espacial. Bàsicament la major part dels dissenys de colònies proposen grans contenidors de pressió de parets primes, L'oxigen requerit podria ser obtingut des de les roques lunars. El nitrogen és més fàcil d'obtenir des de la Terra, però també és gairebé perfectament reciclable. També el nitrogen és la forma d'amoni que pot ser obtingut dels estels i llunes dels planetes exteriors. El nitrogen també pot obtenir-se en quantitats desconegudes de certs altres cossos en el sistema solar exterior. L'aire d'una colònia podria ser reciclat en diverses formes. El mètode més obvi és utilitzar jardins fotosintètics, possiblement via hidroponia o boscos. Tanmateix, això no treu certs contaminants industrials, com els olis volàtils i excés de gasos moleculars simples. El mètode estàndard usat en submarins nuclears, una forma similar d'ambient tancat, és usar un cremador catalític, que efectivament remou la major part dels contaminants orgànics. La protecció addicional podria ser proveïda per un petit sistema de destil·lació criogènica que eliminaria gradualment les impureses com el vapor de mercuri i gasos nobles que poden ser cremats catalíticament.
Els materials orgànics per a la producció de menjar també necessiten ser proveïts. Al principi, la major part haurien de ser importats des de la Lluna, asteroides o la Terra. Després d'això, el reciclatge hauria de reduir la necessitat de les importacions. Un mètode de reciclatge proposat començaria cremant el destil·lat criogènic, les plantes, les escombraries i les aigües residuals amb aire i un arc elèctric, i destil·lant a continuació el resultat. El diòxid de carboni i l'aigua resultant podrien ser utilitzables directament per l'agricultura. Els nitrats i les sals en la cendra podrien ser dissolts en aigua i separats en minerals purs. La major part dels nitrats, potassi i sals de sodi serien efectivament reciclats com a fertilitzants. Altres minerals contenint ferro, níquel i silici podrien ser purificats químicament en lots i reutilitzats industrialment. La petita fracció de materials restants, bé per sota del 0,01% del pes, podrien ser processats en elements purs amb espectrometria de massa de gravetat zero i afegits en les quantitats apropiades als fertilitzants i subministraments industrials. Aquest mètode actualment només existeix com a prova de concepte sent considerat en els estudis de la NASA. El més probable és que aquest mètode seria molt perfeccionat quan la gent començarà a viure realment en hàbitats espacials.

## Gravetat artificial
Els estudis en òrbita de llarg termini han provat que la gravetat zero afebleix els ossos i els músculs i pertorba el metabolisme del calci i el sistema immunitari. La major part de les persones han sofert problemes de vies respiratòries congestionades i sinusitis, i altres poques han estat afectades per dramàtics i incurables marejos. La major part dels dissenys de colònies espacials rotarien per usar la força inercial resultant per simular gravetat. Els estudis de la NASA amb pollastres i plantes han provat que això és un efectiu substitut fisiològic de la gravetat. Girar ràpidament el cap en ambient semblant causa que se senti una inclinació a causa que l'oïda interna es mou a una diferent taxa de rotació. Els estudis realitzats en centrifugadores mostren que les persones sofreixen de marejos en hàbitats amb un radi de rotació de menys de 100 metres, o amb una taxa de rotació de sobre 3 rotacions per minut. No obstant això, usant els mateixos estudis i estadístiques es pot inferir que gairebé totes les persones haurien de ser capaces de viure confortablement en hàbitats amb un radi de rotació de més de 500 metres i amb una rotació inferior a una rotació per minut. Les persones amb més experiència no van ser solament més resistents als marejos, sinó que podien determinar les direccions "spinward" (en sentit del gir) i "antispinward" (en contra del sentit del gir) en les centrífugues.

## Protecció d'ambient extern hostil
- Radiació: Els estudis han mostrat que els grans hàbitats espacials podrien ser efectivament protegits dels rajos gamma per la seva estructura i l'aire i que aquests podrien substituir el mur de dos metres d'acer que seria necessària sense ells. Els hàbitats més petits podrien ser protegits per bosses de roca estacionàries (no rotatòries). La llum solar podria ser admesa indirectament via miralls en fulles a prova de radiació, que funcionarien de la mateixa forma com un periscopi. Si l'hàbitat espacial està localitzat en L4 o L5, llavors la seva òrbita ho portaria fora de la protecció de la magnetosfera de la Terra per aproximadament dos terços del temps (com succeeix amb la Lluna), posant als residents en risc de patir una exposició a protons dins del vent solar.

Vegeu també Amenaça per a la salut dels raigs còsmics
- Rebuig de la calor: La colònia està en un buit i, per tant, s'assembla a una geganta ampolla termal. La relació entre la llum solar i l'energia radiada podria ser reduïda i controlada per grans finestres venecianes. Els hàbitats també necessiten un radiador per eliminar la calor produïda per la llum solar absorbida i dels organismes i estructures contingudes en ella. Els hàbitats molt petits podrien tenir una vela central que trencada amb la colònia. En aquest disseny, la convecció elevaria l'aire calent cap a "a dalt" (cap al centre), i l'aire fred cauria cap a l'exterior de l'hàbitat. Altres dissenys distribuirien refrigerants, com l'aigua refredada des d'un radiador central.

- Objectes estranys: L'hàbitat necessitaria resistir els potencials impactes d'escombraries espacials, meteorits, pols, etc. Un radar vigilaria els voltants de cada hàbitat fent un mapeig de la trajectòria de les restes i altres objectes fabricats per l'home i permetria que accions correctives poguessin ser preses per protegir a l'hàbitat. Els xocs amb meteorits serien un risc molt major per a un hàbitat que per a la Terra, tret que pogués ser desenvolupat un mètode per evitar-los, a causa que un hàbitat no posseeix una atmosfera protectora.

## Transport i maniobra
- Mantenció d'òrbita: l'òrbita òptima de l'hàbitat està encara en discussió, i així la mantenció d'òrbita és probablement un tema comercial. Les òrbites lunars L4 i L5 no es consideren que estiguin massa lluny ja sigui de la Terra o de la Lluna. Una proposta més moderna és usar una òrbita de ressonància de dues a una que alternament tingui una aproximació propera de baixa energia (barata) a la Lluna, i posteriorment el mateix pel que fa a la Terra. Això proporciona un accés ràpid i barat tant als materials en brut com al mercat principal. La major part dels dissenys de colònies planegen usar un sistema de propulsió de corda electromagnètica o una catapulta electromagnètica com a motors de coet. L'avantatge d'aquests és que no usen cap o barata massa de reacció.

- Control d'actitud: La major part de les geometries de mirall requereixen que alguna cosa en l'hàbitat sigui apuntat cap al Sol perquè un sistema de control d'actitud fos necessari. El disseny original d'O'Neill usava dos cilindres com un volant de reacció per fer girar a la colònia i empènyer els pivots simultàniament cap al sol o separar-los per usar la seva precessió per canviar el seu angle. Els dissenys posteriors giraven el plànol de la seva òrbita, amb les seves finestres apuntant en angle recte respecte a la llum solar i usar miralls lleugers que podrien ser controlats per petits motors elèctrics perquè seguissin al Sol.

## Dissenys/solucions

### Dissenys de la NASA
Dissenys proposats en estudis de la NASA inclouen:
- Esfera de Bernal: "Illa 1", un hàbitat esfèric per aproximadament 20.000 persones.
- Torus de Stanford: Un alternativa més gran de l'"Illa 1."
- Cilindre O'Neill: "Illa 3" (imatge mostrada en l'article), un disseny encara més gran.
- Lewis One:[7] Un cilindre d'un radi de 250 m amb una protecció contra la radiació no rotatòria. L'escut també protegeix a l'espai industrial de microgravetat. La part rotatòria és de 450 m de llarg i té diversos cilindres interiors. Alguns d'ells són usats per a l'agricultura.
- Kalpana One, revisat:[8] Un curt cilindre amb un radi de 250 m i 325 m de llarg. L'escut contra la radiació és de 10 t/m² i gira. Té diversos cilindres interiors per a agricultura i recreació.
- Una "bola": una nau espacial o hàbitat connectat per un cable a un contrapès o un altre hàbitat. Aquest disseny ha estat proposat per ser usat com a nau a Mart, com a espai d'habitacions per ser usat en la construcció inicial d'un hàbitat espacial i com un hotel orbital. Té un llarg i lent radi rotacional per a una massa d'estació relativament petita. També, si alguna cosa de l'equipament pot formar el contrapès, l'equipament dedicat a la gravetat artificial és només un cable i, per tant, té una fracció de massa més petita que altres dissenys. Això ho converteix en un disseny temptador per a una nau d'espai profund. Per a l'habitabilitat de llarg termini, no obstant això, l'escut contra la radiació ha de rotar amb l'hàbitat, i aquest és extremadament pesant, així requerint un cable molt més fort i pesant.
- "Hàbitats en forma de granadura":[9] Aquest disseny especulatiu també va ser considerat pels estudis de la NASA, i es va concloure que hi ha una fracció de massa d'estructura equivalent i, per tant, costos comparables. Petits hàbitats serien produïts en massa a estàndards que permetessin que aquests poguessin ser interconnectats entre si. Un sol hàbitat podria operar com una "bola". No obstant això, altres hàbitats podrien ser connectats, creixent en una espècie de "manuella" després en una "corbata de llaç", després en forma d'anell, posteriorment en un cilindre de "comptes" o "granadura" i finalment una estructura de cilindres. Cada etapa de creixement comparteix més protecció contra la radiació i equipament bàsic, incrementant la redundància i seguretat mentre els costos per persona es redueixen. Aquest disseny va ser proposat originalment per un arquitecte professional a causa que pot créixer de forma molt similar a com ho fan les ciutats en la superfície de la Terra, amb inversions individuals incrementals, a diferència de dissenys que requereixen una gran inversió inicial. El principal desavantatge és que les versions més petites utilitzen una gran quantitat d'estructura per donar suport a la protecció contra la radiació, la que gira amb ells. En les versions més grans, l'escut es torna econòmic, ja que creix al quadrat del radi de la colònia. La quantitat de persones, els seus hàbitats i els radiadors per refrigerar-los creixen aproximadament al cub del radi de la colònia.[10]

- Nautilus-X Vehicle d'Exploració Espacial Multi-Missió (en anglès: Multi-Mission Space Exploration Vehicle, MMSEV): aquesta proposta de la NASA de l'any 2011 per a un vehicle de transport espacial tripulat de gran autonomia inclou un hàbitat espacial amb gravetat artificial ideat per mantenir la salut d'una tripulació de fins a sis persones en missions de fins a dos anys de durada. La centrifugadora d'anell toroïdal de g-parcial utilitzaria tant una estructura metàl·lica estàndard com a estructures de naus espacials inflables i proporcionaria 0,11 a 0,69g si es construeix amb l'opció de 12 m de diàmetre.[11][12][13] A partir de l'any 2011, desenvolupar i construir el NAUTILUS-X "prendria almenys cinc anys i requeriria dos o tres llançaments, i costaria aproximadament $3,7 mil milions."[14] La NASA ha publicat una curta animació de la NAUTILUS-X a l'espai; en vincle està inclòs en la secció de #Enllaços externs més endavant.

- ISS Centrífugadora Demostrativa: També proposada l'any 2011 com un projecte de demostració preparatori per al disseny final d'un gran hàbitat espacial amb centrífugadora toroidal per al Vehicle d'Exploració Espacial Multi-Missió. L'estructura tindria un diàmetre exterior de 9 m amb un diàmetre interior de l'anell de 76 cm i proporcionaria entre 0,08 a 0,51g de gravetat parcial. Aquesta centrífugadora de prova i avaluació tindria la capacitat de convertir-se en un mòdul dormitori per a la tripulació de la ISS.[11]

### Galeria

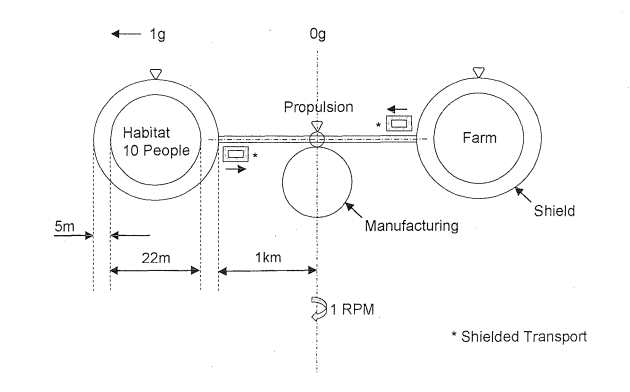
Estació espacial Bola
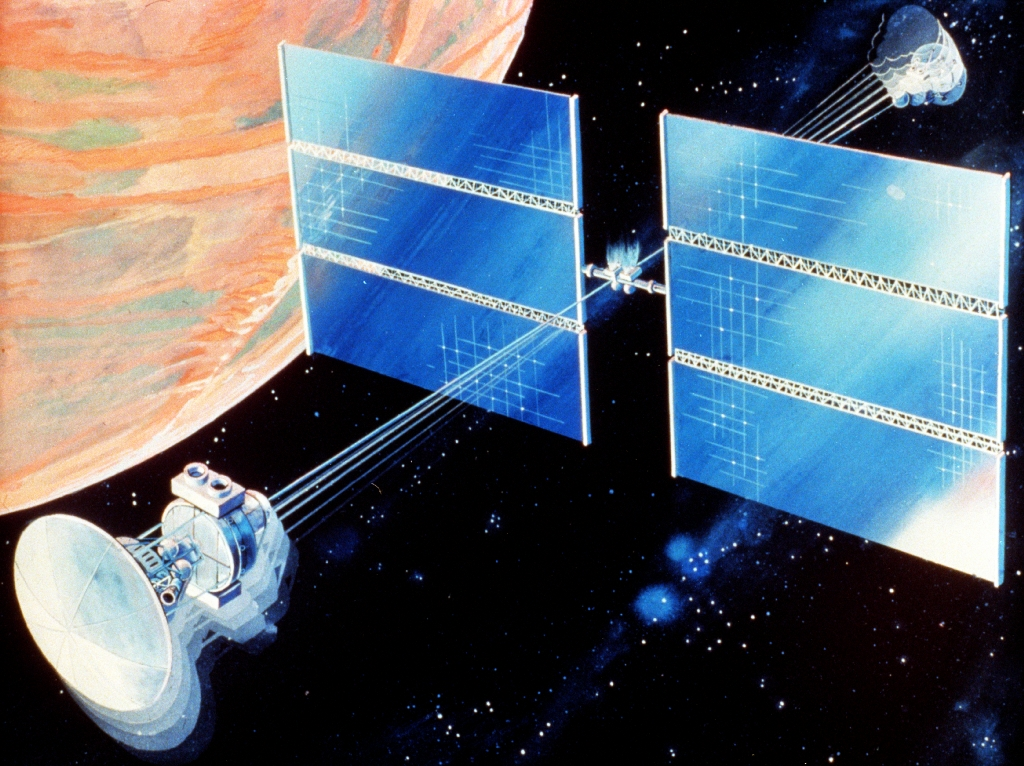
Nau espacial a Mart Bola
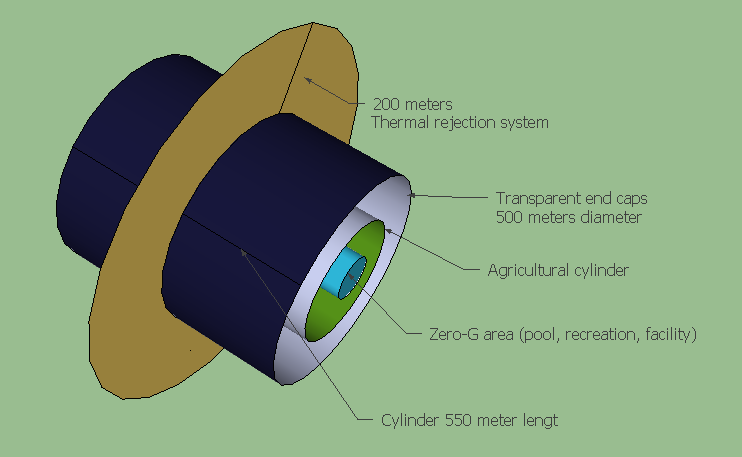
Estació espacial orbital Kalpana One
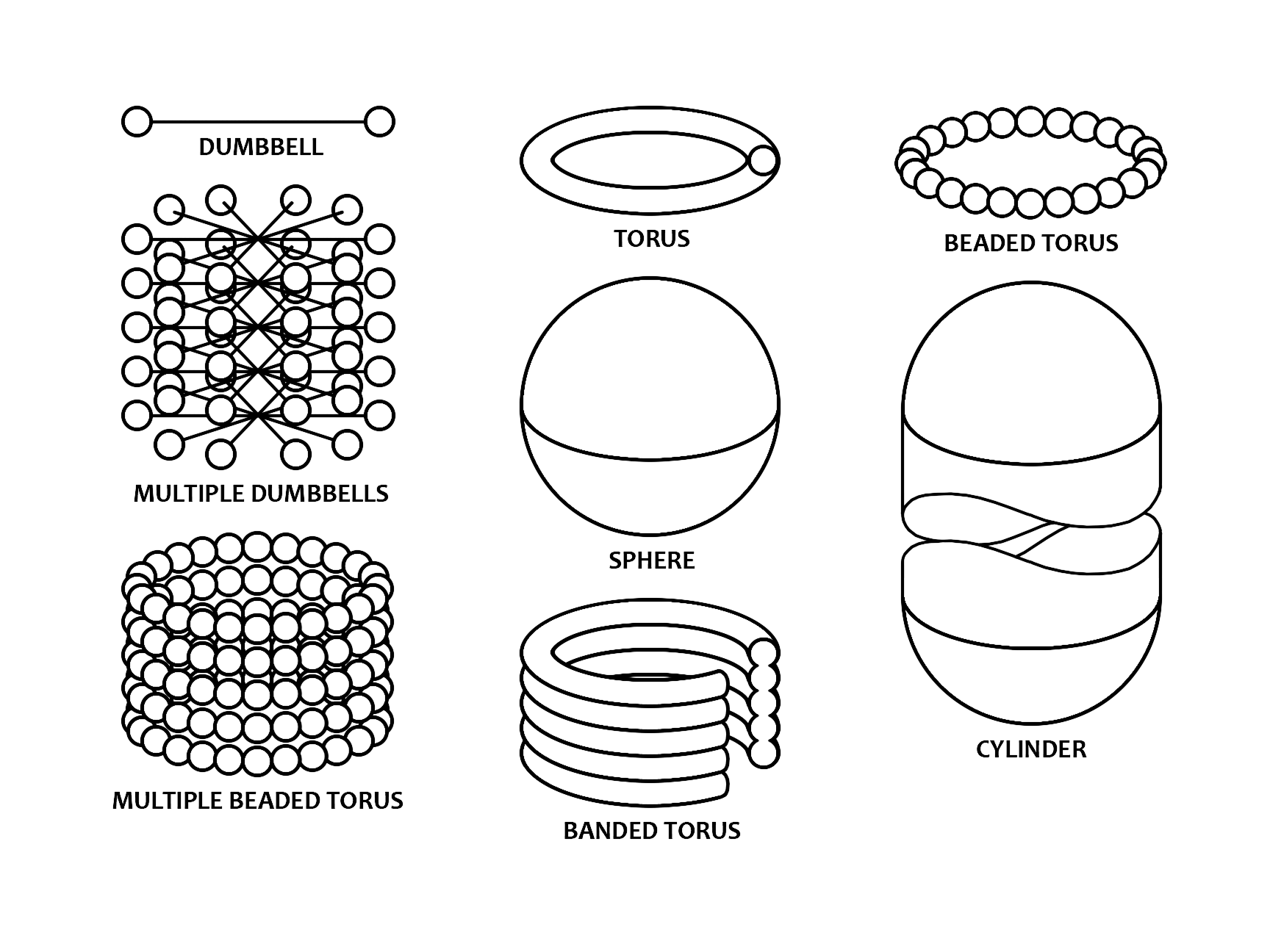
Evolució d'hàbitats de granadures (comptes de collaret)

### Món Bombolla
El món bombolla o el concepte Interior/Exterior es va originar en el 1964 per Dandridge M. Cole i Donald W. Cox en un llibre anomenat Islands in Space: The Challenge of the Planetoids (en català: Illes a l'Espai: El Desafiament dels Planetoides).
El concepte tracta sobre perforar un túnel a través d'un eix més llarg que un gran asteroide compost per ferro o ferro-níquel i omplir-ho amb una substància volàtil, possiblement aigua. Un molt gran reflector solar seria construït a la seva rodalia, enfocant la calor generada pel Sol sobre l'asteroide, primer per soldar i segellar els extrems del túnel, després d'una forma més difusa per escalfar lentament tota la superfície. En la mesura que el metall se suavitza, l'aigua a l'interior s'expandeix i infla la massa de l'asteroide, mentre que les forces rotacionals ajuden a formar un cilindre amb aquest material. Una vegada expandit se li permetrà refredar-se, pot ser posat a girar per produir gravetat artificial, i també ser farcit amb sòl, aire i aigua. En crear una petita inflor al mig del cilindre, es pot crear un llac amb forma d'anell. Els reflectors permeten que la llum solar entri i sigui dirigida on sigui necessari. Clarament aquest mètode requeriria una significativa presència humana i industrial a l'espai perquè sigui factible.
El concepte del món bombolla va ser popularitzat per l'autor de ciència-ficció Larry Niven en els seus relats del fictici Espai Conegut, que descriuen aquests mons com els hàbitats principals dels belters, una civilització que va colonitzar l'Anell d'Asteroides.

### Dissenys hipotètics
En el 1990, a mesura que la potencial utilitat dels nanotubs de carboni com a material estructural es tornaven aparents, algunes propostes van sorgir per a hàbitats molt més grans prenent avantatge de l'ús d'aquest material. La tecnologia per produir nanotubs del llarg requerit no es troba disponible, així que aquests dissenys romanen com una especulació.
- Anell de Bishop:[16] Un tor de 1.000 km de radi, 500 km d'ample, i amb murs per a la retenció de l'atmosfera de 200 km d'alt. El disseny seria prou gran que podria ser un "sense sostre", obert a l'espai en la vora interior.
- Cilindre de McKendree:[17] Cilindres apariats en la mateixa idea que la del disseny de Cilindre/Illa Tres d'O'Neill, cadascun amb un radi de 4.600 km de llarg (comparat amb els 3,2 km de radi i 32 km de llarg en el disseny d'Illa Tres).

### Estació espacial comercial Bigelow
L'estació espacial comercial Bigelow de la següent generació va ser anunciada a mitjans de l'any 2010.
La construcció inicial de l'estació s'espera que comenci el 2014/2015, i consistirà en dos mòduls Sundancer i un mòdul BA-330.
Bigelow ha mostrat públicament configuracions de disseny de l'estació espacial amb fins a nou mòduls BA-300 contenint 2.831 m³ d'espai habitable
Bigelow va començar a anunciar-ho públicament, a l'octubre de 2010, a la configuració inicial -de dos mòduls Sundancer i un mòdul BA-330- com a Complex Espacial Alfa.
Bigelow va anunciar recentment que té acords amb sis estats sobirans per utilitzar instal·lacions orbitals de l'estació espacial comercial: Regne Unit, els Països Baixos, Austràlia, Singapur, Japó i Suècia.